# Eusparassus perezi
Eusparassus perezi là một loài nhện trong họ Sparassidae. Chúng được Eugène Simon miêu tả năm 1902.